# 赤道ギニア亡命政府
赤道ギニア亡命政府（せきどうギニアぼうめいせいふ、スペイン語：Gobierno de Guinea Ecuatorial en el exilio）は、赤道ギニアの最大野党勢力赤道ギニア進歩党 (PPGE) が2003年、スペインのマドリードに樹立した亡命政府。

## 設立背景
赤道ギニアは中部アフリカの西部に位置する小国だが、1968年の独立以来絶えず独裁体制が敷かれてきた。1987年には独裁政党赤道ギニア民主党 (PDGE) が結成され、現在に至るまでテオドロ・オビアン・ンゲマを大統領とするPDGE政権が続いている。PDGEは1990年代前半、形式的に一党独裁を放棄。それを受け、セベロ・モトヌサを党首とする赤道ギニア進歩党 (PPGE) が結成された。だがPDGEの権威主義的支配体制は変わらず、野党勢力にはPDGE政権と妥協するか、そうでなければ弾圧されるかという2つの選択肢しか残されていなかった。
市場経済・民主主義を党の2大柱とするPPGEは常に最大野党として、PDGE政権を批判する立場にあったが、これにより弾圧対象として政府側に認知され、PPGEは活動停止、党首モトヌサは武器密輸容疑をかけられスペインに亡命した。モトヌサは赤道ギニア国内に残る大半のPPGE幹部を指揮しながら、政権奪取の機会をうかがうこととなった。そして遂に2003年、PPGEは亡命先のスペインにおいて「赤道ギニア亡命政府」の樹立を宣言、モトヌサが亡命政府大統領に就任したのである。

## 現況
赤道ギニアのPDGE政権は亡命政府を陰ながら攻撃し、亡命政府の勢力拡大を防いだ。モトヌサ自身、2005年3月19日から4月30日までの約1ヶ月半、クロアチアの首都・ザグレブで行方不明となっていた。これにはPDGE政権に雇われたクロアチア人暗殺者の存在が指摘されているが、暗殺者とモトヌサが共にカトリック信者であり、「私がカトリック信者であったから、暗殺者は私を見逃した」とモトヌサは語っている。
このように、亡命政府の勢力はPDGE政権に比べると脆弱で、政権交代の可能性は、現状ではほぼ無いと見られている。だが同時に、PDGE政権が国際的に独裁政権と見なされていることからすると、亡命政府が他国の支援を取り付ける可能性も無いわけではなく、勢力が弱いとはいえ、PDGE政権にとって脅威であることに変わりはない。

## 亡命政府幹部
- 大統領：セベロ・モトヌサ
- 副大統領：アルメンゴル・エンゴンガ・オンド
- 外相：ドナト・ヌドンゴ・ビヨゴ
- 内相：パブロ・ヌドング・エンセマ
- 大統領府相：ガブリエル・モトヌサ